# Радость моя (фильм)
«Радость моя» — советская киноповесть 1961 года, снятая на Киевской киностудии им. А. П. Довженко режиссёрами Игорем Ветровым и Николаем Мащенко.
Премьера фильма состоялась 3 ноября 1962 года.

## Сюжет
Молодые супруги Василий и Анюта были счастливы, пока страсть к приобретению не разлучила их. Василий стал забывать о семейной жизни, стремясь к большему и большему благополучию. Когда Анюта ушла, он понял, что без неё ему ничего не нужно.

## Роли исполняют
- Людмила Черепанова — Анюта
- Владимир Волков — Василий
- Алексей Кожевников — Борис
- Светлана Кондратова — Нюся
- Полина Нятко — тётя Марина
- Ольга Ножкина — мать Василия
- Валентин Черняк — председатель колхоза
- Юрий Цупко —  Якименко
- Ира Бойко
- Рита Гладунко — Клавдия
- Павел Шкрёба — эпизодическая роль
- Фёдор Ищенко
- Маргарита Янголь — эпизодическая роль

## Съёмочная группа
- Режиссёры: Игорь Ветров, Николай Мащенко
- Сценарист: Семён Бабаевский
- Оператор: Сергей Лисецкий
- Художник: Николай Раковский
- Звукорежиссёр: Рива Бисноватая
- Композитор: Вадим Гомоляка